# Santuario de fauna y flora Los Colorados
El Santuario de Flora y Fauna los Colorados es una pequeña zona protegida del norte de Colombia, pero de enorme importancia ecológica ya que en ella se protege uno de los últimos bosques nativos que permanecen aún en pie de la serranía conocida como Montes de María, además de una multitud de monos en peligro de extinción, en particular de la especie del mono colorado. Es administrado por la unidad de Parques Nacionales Naturales de Colombia que hace parte del Ministerio de Ambiente y Desarrollo Sostenible y apoyado por el Ministerio de Cultura para próximamente ser Declarado Patrimonio Natural de la Humanidad por la Unesco.

## Generalidades

### Descripción
El santuario tiene el nombre de Loma de Los Colorados por la abundancia de los monos colorados (o aulladores) que habitan en su interior. La montaña tiene varias cimas (El Escondido, La Leonera, La Plantada, El Yugal, Bongo, Un Solo Horcón, La Gervedera y Tamarindo) y es parte de las estribaciones de los Montes de María (o Serranía de San Jacinto) y comprende ecosistemas propios de sabana tales como bosque seco tropical, transición a bosque húmedo y bosque de galería. La altura del área protegida varía entre los 180 y 430 m s. n. m.
Por ser el único bosque natural perfectamente conservado en muchos kilómetros a la redonda, además de ser la fuente de nacimiento de pequeños riachuelos, de su conservación depende el suministro de agua para los habitantes de la zona y para muchas especies silvestres. Lamentablemente algunos pobladores realizan explotación furtiva de los bosques dentro de ella, lo que origina un lento pero grave deterioro del hábitat.
En el área se han encontrado petroglifos, hachas y utensilios de piedra, vestigios de las tribus Malibú, uno de los grupos aborígenes que habitaron Colombia en la época de la conquista española.

### Ubicación
La Loma de Los Colorados se encuentra aproximadamente a 9° 54' Norte y a 75° 7' Oeste, a unos 70 km al sureste de Cartagena y 100 de Sincelejo. La pequeña loma está incluida totalmente en el departamento de Bolívar, en jurisdicción del municipio San Juan Nepomuceno, al costado occidental de su cabecera municipal.
Está limitada al norte por el arroyo Salvador, al este por la carretera a San Jacinto y el límite urbano de San Juan, al sur por el arroyo Los Cacaos, y al oeste por el camino La Rota y las estribaciones de la loma.

### Clima
El clima es cálido, con una precipitación anual de 1.500 mm, lo que provoca un déficit de agua que afecta a la vegetación unos tres o cuatro meses al año. La temperatura media es de 27 °C.

### Geología
La loma está formada por rocas sedimentarias, cuya edad geológica se calcula en el Cretáceo tardío y el Eoceno. Por estudios de ellas se cree que debieron quedar depositadas en los fondos del mar que antes cubría la llanura Caribe colombiana y que luego fueron levantados a su actual posición por movimientos tectónicos.
Los suelos del área son alcalinos debido a su alto contenido de carbonato de calcio, provenientes de antiguas formaciones coralinas. Son bien drenados y poco evolucionados.

### Hidrografía
El santuario está bañado por pequeños riachuelos y en ella nacen algunos pequeños arroyos, siendo los más importantes de ellos La Chanas y El Escondido. Ambos arroyos conforman un reservorio de agua fundamental de los cuales dependen los habitantes de la zona así como muchas de las especies vegetales y animales. También nace en ella el Arroyo Grande, tributario del río Magdalena.
La precipitación pluvial llega a los 1.500 mm anuales, en dos períodos lluviosos que van de mayo a junio y de octubre a diciembre.

## Vida silvestre

### Vegetación y flora
La vegetación del santuario se divide en tres tipos básicos: caducifolia (pierde sus hojas en temporada seca), subhigrofítica (soporta cambios de humedad sin perder sus hojas) e higrofítica (dispone de humedad suficiente durante todo el año).
Aunque las lluvias se prensetan en algunas épocas del año, la formación de neblina en horas nocturnas permite a la vegetación obtener humedad esencial para su supervivencia.
Siendo el único bosque nativo que aún se mantienen casi intacto en la zona, presenta variada vegetación y flora (más de 105 especias de árboles en un área de solo 1000 hectáreas), de entre los cuales se destacan:
- Árbol del chicle (Manilkara zapota).
- Brasil (Haematoxylum brasiletto).
- Bromelia.
- Buxus citrifolia. (endémica)
- Carreto (Sterculia apetala).
- Ceiba amarilla (Hura crepitans).
- Cydista heterophylla.
- Guayacán (Tabebuia chrysantha).
- Guásimo Guazuma ulmifolia.
- Indio desnudo (Bursera simaruba).
- Jobo (Spondias mombin).
- Membrillo (Gustavia fosteri).
- Palma natul (Bactris coloniata).
- Palma de chontaduro (Bactris gasipaes).
- Palma de lata (Bactris guineensis).
- Palma de vino (Scheelea butyracea).
- Palmera de niebla (Dictiocaryum schultezzi).
- Sietecueros (Machaerium capote).
- Tamarindo (Uribea tamarindoides).

|                      |
| Palma de chontaduro. |

|          |
| Carreto. |

|                 |
| Ceiba amarilla. |

|           |
| Guayacán. |

|                |
| Indio desnudo. |

|                   |
| Árbol del chicle. |

### Fauna
La fauna de la Loma de Los Colorados está conformada principalmente por monos y aves, aunque todavía no se han llevado suficientes estudios que cataloguen la variada vida silvestre de la región. Se han reconocido más de 280 especies de aves, muchas de las cuales son migratorias, así como 44 de mamíferos, principalmente de monos. Es por ello que el lugar se considera estratégico para éstas aves que migran del sur hacia el norte y viceversa. Entre todos ellos se destaca la siguiente fauna:
Aves:
- Colibrí (Trochilinae).
- Guacamaya azul y amarillo (Ara ararauna).
- Paujil colombiano (Crax alberti).
- Pava congona (Penelope purpurascens).
- Periquito (Brotogeris jugularis).

Mamíferos:
- Añuje (Dasyprocta punctata).
- Mono araña (Ateles).
- Mono aullador colorado (Alouatta seniculus).
- Mono capuchino cariblanco (Cebus capucinus).
- Mico nocturno (Aotus lemurinus). (endémico)
- Saíno (Tayassu tajacu).
- Tití cabeza blanca (Saguinus oedipus).
- Venado colorado (Mazama americana).

Serpientes:
- Boa constrictor.

|        |
| Añuje. |

|                    |
| Paujil colombiano. |

|                |
| Mono aullador. |

|            |
| Capuchino. |

|        |
| Saíno. |

|            |
| Guacamaya. |